# Аринчин, Николай Иванович
Николай Иванович Аринчин (28 февраля 1914, город Землянск Воронежской области — 1999) — член-корреспондент Академии наук Белорусской ССР (1966), доктор биологических наук (1955), известный своими работами в области сравнительной и эволюционной физиологии и экологии, геронтологии, физиологии и патологии кровообращения и мышечной деятельности. Н. И. Аринчин создал новое научное направление — экстракардиологию, обосновал 23 новых научных термина, которые внесены в «Словарь физиологических терминов», при этом он являлся видным общественным деятелем.
Аринчиным Н. И. и его коллегами опубликован ряд работ, рассказывающих о присасывающе-нагнетательном микронасосном свойстве скелетных мышц в научной и научно-популярной формах. Важность темы и умение Николая Ивановича интересно излагать материал предопределили успех научно-популярной книги «Периферические „сердца“ человека».